# Bermiella acuta
Bermiella acuta är en insektsart som först beskrevs av Carl Stål 1878.  Bermiella acuta ingår i släktet Bermiella och familjen gräshoppor. Inga underarter finns listade i Catalogue of Life.